# Pokrowśka Bahaczka
Pokrowśka Bahaczka (ukr. Покровська Багачка) – wieś na Ukrainie, w obwodzie połtawskim, w rejonie łubieńskim. W 2001 liczyła 1369 mieszkańców, spośród których 1327 posługiwało się językiem ukraińskim, 33 rosyjskim, 5 mołdawskim, 1 węgierskim, 2 białoruskim, a 1 innym.